# Drożków

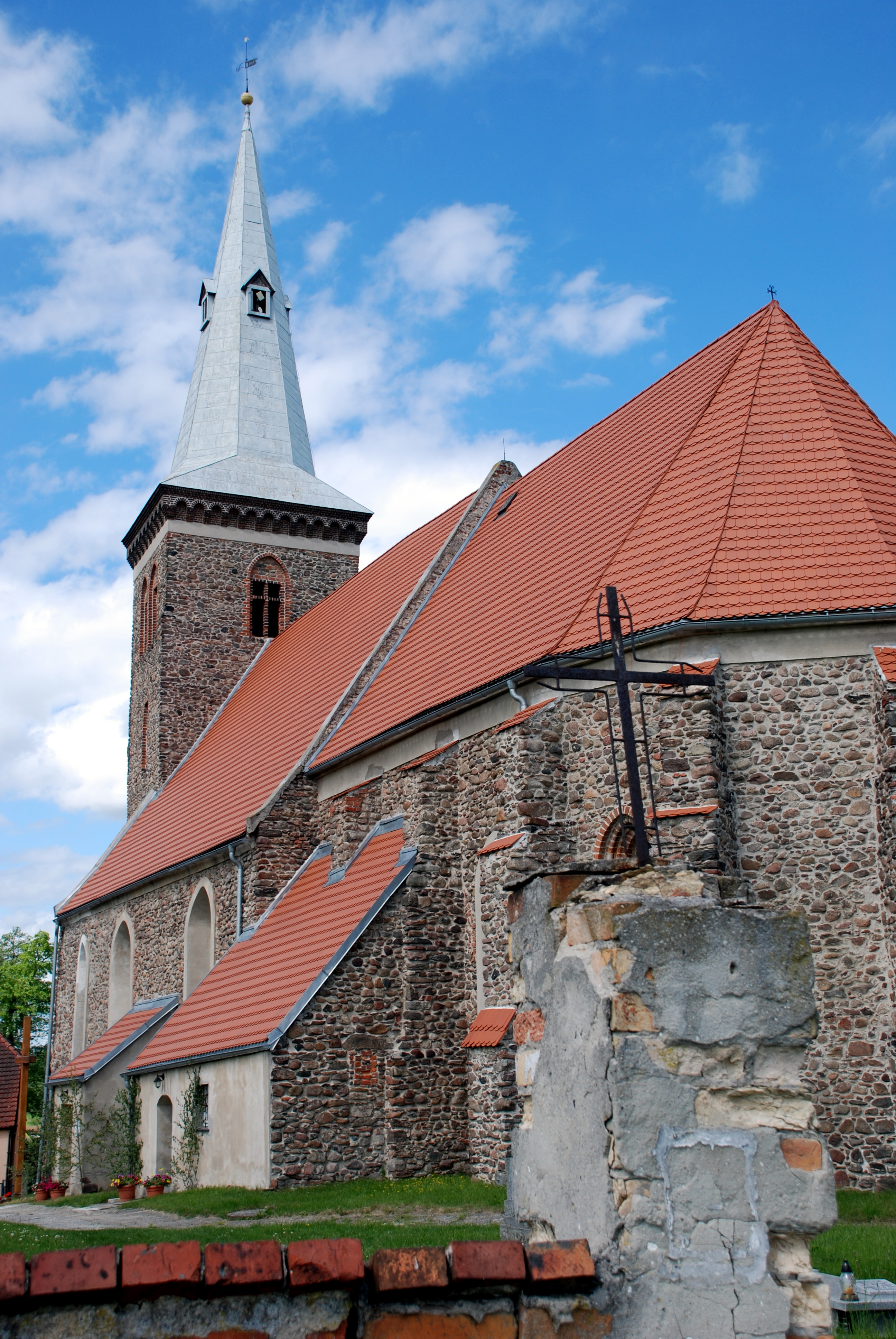
Kościół Podwyższenia Krzyża Świętego w Drożkowie

Drożków – wieś w Polsce położona w województwie lubuskim, w powiecie żarskim, w gminie Żary.
W latach 1975–1998 miejscowość położona była w województwie zielonogórskim.
Wieś znajduje się przy drodze wojewódzkiej nr 287 Żary – Lubsko.
W Drożkowie znajduje się parafialny, wczesnogotycki Kościół pw. Podwyższenia Krzyża Świętego.

## Historia
Po raz pierwszy wymieniona w 1352 roku- Drascowe. W 1381 roku wymienia się Petermanna von Unwürde, Hansa von Linderode lub może to był ktoś z rodu von Schönaich oraz Nicolausa Denckewitz. 
1480 roku w rękach Hansa von Biberstein. W 1622 jako właściciela wymienia się Heinricha von Kottwitz.

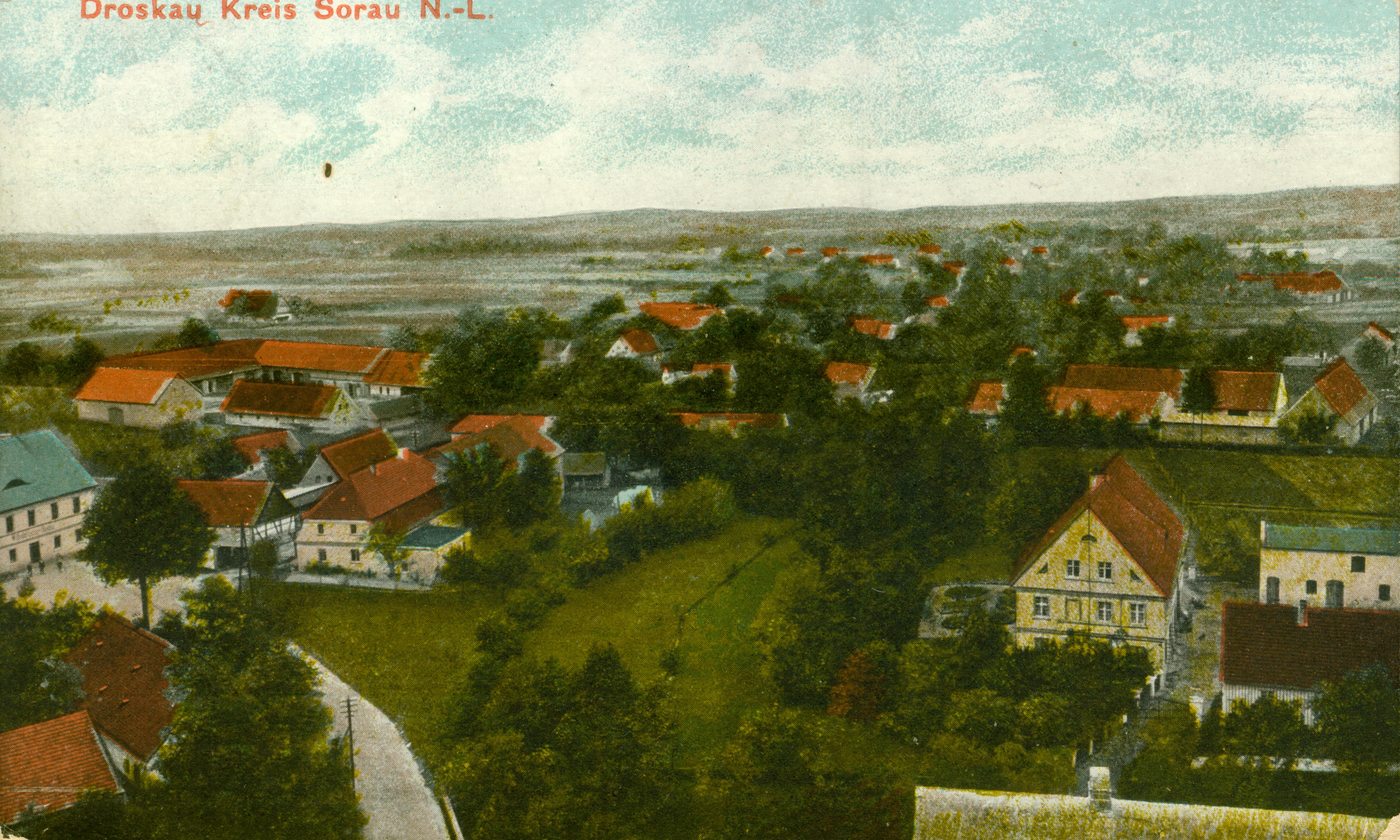